# 光果西藏微孔草
光果西藏微孔草（学名：Microula tibetica var. laevis）为紫草科微孔草属下的一个变种。分布在中国大陆的西藏等地，生长于海拔4,850米至5,200米的地区，常生于山坡流砂处或流石滩，目前尚未由人工引种栽培。

## 扩展阅读
- 維基物種上的相關：光果西藏微孔草